# Ultimatum
Per ultimatum (termine latino, adattato raramente in ultimato), nel diritto internazionale, si intende l'intimazione attraverso la quale, in una situazione di crisi internazionale, uno Stato comunica a un altro le proprie ultime proposte e le proprie condizioni irrevocabili, respinte le quali si minaccia di rompere i negoziati, di ricorrere alla forza o di dichiarare guerra. Al di fuori del diritto internazionale, questo termine indica una proposta o un invito oltremodo perentorio, che non ammette obiezioni, ripensamenti o rifiuti, se non a prezzo di gravi conseguenze. Deriva dal latino ultimus che significa "estremo", "ultimo" o "ultima".